# آشور-ربی یکم
آشور-رَبی یکم از سال ۱۴۵۳ قبل از میلاد تا ۱۴۵۳ قبل از میلاد پادشاه آشور بود. او فرزند پادشاه سابق انلیل-ناصیر یکم بود، وی پس از انجام کودتا علیه آشور-شَدونی به پادشاهی رسید و تنها یک ماه تاج و تخت آشور را در دست داشت.